# プラスチック数
プラスチック数（Plastic number）は、
{\displaystyle x^{3}=x+1,\;}
という代数方程式の唯一の実数解であり、
{\displaystyle \rho ={\sqrt[{3}]{{\frac {1}{2}}+{\frac {1}{6}}{\sqrt {\frac {23}{3}}}}}+{\sqrt[{3}]{{\frac {1}{2}}-{\frac {1}{6}}{\sqrt {\frac {23}{3}}}}}} または {\displaystyle \rho ={\sqrt[{3}]{\frac {9+{\sqrt {69}}}{18}}}+{\sqrt[{3}]{\frac {9-{\sqrt {69}}}{18}}}}
と書ける。また、小数点以下27桁まで 1.324717957244746025960908854 と近似できる(オンライン整数列大辞典の数列 A060006)。
黄金比がフィボナッチ数列の隣接項比の、白銀比がペル数の隣接項比の極限であるように、プラスチック数はパドヴァン数列及びペラン数列の隣接項比の極限である。

## 性質

辺の比が ρ の正方形は閉じた螺旋を形成する。

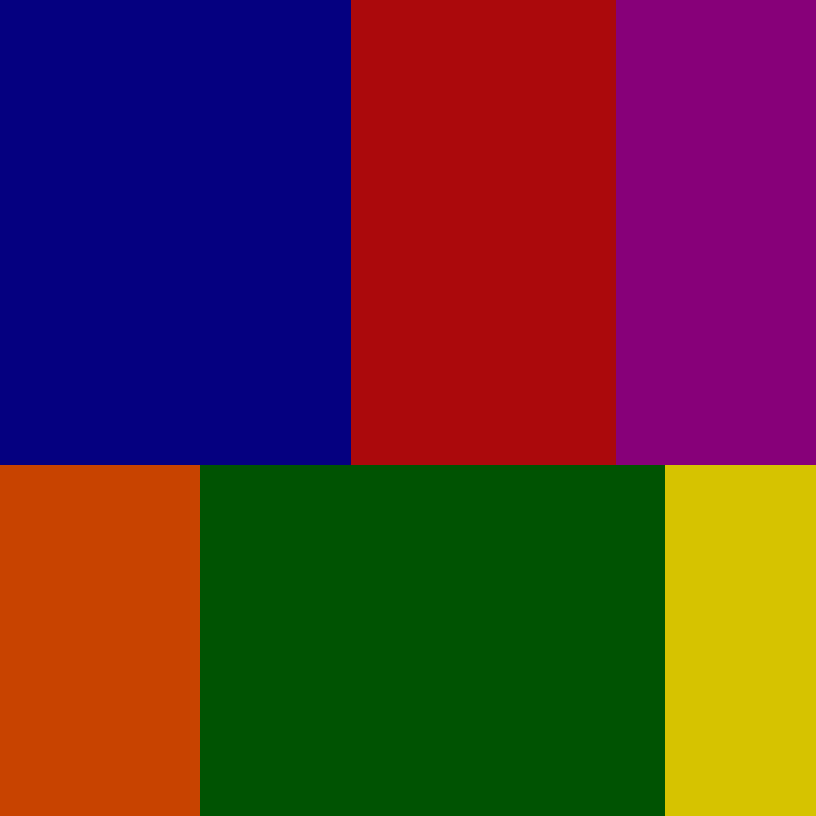
縦横比 ρ, ρ2, ρ3 （上部）および ρ2, ρ, ρ3 （下部）の長方形は正方形を形成する。

- プラスチック数は以下の代数方程式の実数解である。

{\displaystyle {\begin{aligned}x^{5}&=x^{4}+1\\x^{5}&=x^{2}+x+1\\x^{6}&=x^{2}+2x+1\\x^{6}&=x^{4}+x+1\\x^{7}&=2x^{5}-1\\x^{7}&=2x^{4}+1\\x^{8}&=x^{4}+x^{3}+x^{2}+x+1\\x^{9}&=x^{6}+x^{4}+x^{2}+x+1\\x^{12}&=2x^{10}-x^{4}-1\\x^{14}&=4x^{9}+1\end{aligned}}}
- プラスチック数はピゾ＝ヴィジャヤラガヴァン数の中で最小の数である。
- プラスチック数の平方 {\displaystyle \rho ^{2}} は x についての方程式 {\displaystyle (x-1)^{2}={\frac {1}{x}}} を満たす実数解である。

{\displaystyle \rho ^{2}=1.754877666246692760049508896\cdots } (オンライン整数列大辞典の数列 A109134)
- 次のような様々な表現が知られている：

{\displaystyle {\begin{aligned}\rho &={\frac {2}{\sqrt {3}}}\cosh \left({\frac {1}{3}}\operatorname {arcosh} \left({\frac {3{\sqrt {3}}}{2}}\right)\right)\\&={\sqrt {1+{\cfrac {1}{\sqrt {1+{\cfrac {1}{\sqrt {1+{\cfrac {1}{\ddots }}}}}}}}}}\\&={\sqrt[{3}]{1+{\sqrt[{3}]{1+{\sqrt[{3}]{1+\cdots }}}}}}\end{aligned}}}
- 自分自身の無限幾何級数として次のような表現が可能である：

{\displaystyle \rho =\sum _{n=0}^{\infty }\rho ^{-5n}} および {\displaystyle \rho ^{2}=\sum _{n=0}^{\infty }\rho ^{-3n}}